# 관지기 쿠로
《관지기 쿠로 ~마음속 여행자 이야기~》는 키유즈키 사토코의 4컷 만화 작품이다. 호분샤의 망가타임 키라라에서 2005년 1월호부터 2018년 6월호까지 연재했다.
기본적으로는 1개 에피소드로 끝(가끔 2개 에피소드인 경우도)나는 스토리의 사컷 만화다. 2007년 7월 25일에는 제네온 유니버설 엔터테인먼트 재팬에 의해 드라마 CD가 제작되기도 했다.
환상적인 세계를 주인공들이 여행하는 기행문의 성격의 작품으로, 근대 문명화가 진행되는 모습과 다크 판타지에 가까운 요소도 있다. 작품의 분위기를 자아내기 위해서인지 만화 컷 주위가 온통 검게 칠해졌다. 또 단행본의 표지는 판타지적인 분위기.

## 개요
자신의 키만한 관을 짊어지고 사람의 말을 하는 박쥐 '센'과 함께 '마녀'를 찾는 '쿠로'. 그리고 갑자기 사라진 '박사'를 찾기 위해 쿠로와 함께 여행을 하는 쌍둥이 '29', '30'. 기묘한 운명으로 연결된 네 사람의 여행이 부드럽고 소박하게 그려졌다.

## 등장 인물

### 메인 캐릭터
쿠로
주인공. 온통 검은 옷을 입고 자신의 키만한 관을 짊어지고 다니는 여행자. 소년으로 보이는 용모지만 여성.
'쿠로'라는 이름은 쌍둥이(29, 30)를 처음 만났을 때 '새까만 사람, 누구?'라는 물음에 임의로 지은 이름. 본명은 따로 있는 듯 하고 태엽언덕의 마녀에게 귀여운 이름이라는 말을 들었다. 유년기 시절부터 '센'과 함께 '마녀'를 찾아 여행중.
현재의 모습은 누군가에 의해 강제로 변화된 모습으로 그 탓에 괴로워하며 사람을 멀리 하는 경향이 있다.
피부 여기저기에 검은 얼룩 같은 것이 있고 그것이 조금씩 몸을 침식하는 중. 검은 옷 복장은 맨살을 숨겨 얼룩을 숨기려는 의미도 있는 것 같다.
센
쿠로의 동료인 박쥐. 인간의 말을 하고 여자를 좋아하고 애주가. 쿠로가 어린 시절부터 친했던 존재.
원래 인간의 몸이었으나 누군가(아마도 쿠로가 찾는 '마녀'?)에 의해서 천 마리의 박쥐로 분할된 몸이 된 듯. 박쥐 중 한마리는 언제나 쿠로와 함께 있지만 나머지는 거의 쿠로가 메는 관 안에 있다.
'센'이라는 이름도 본명인지도 불명. 어린 시절의 쿠로가 그를 '선생님'이라고 부르고 있었기 때문에 줄여 부르다가 고정된 이름일 수도 있다.
일 년에 한 번, 적자의 달의 날(赤紫の月の日)에만 저주가 풀려 인간의 모습으로 돌아올 수 있다.
29
쿠로가 어떤 집의 지하에서 만난 쌍둥이 중 언니(누나). '29번째'라는 뜻. 원작에서는 'ニジュク 니쥬쿠[*]'라는 이름. 29 라는 뜻.
고양이 귀와 꼬리를 가진 것 외에는 보통 인간의 아이와 같다. 어깨까지의 짧은 머리카락이 특징.
오컬티즘을 연구하는 '박사'의 집 지하실에서 '박사'의 '이제부터 위험한 일을 할테니까 안전하게 여기에 있어라'는 말에 따라 감옥 안에 30과 함께 숨어있던 것을 쿠로가 발견한다.
갑자기 없어진 '박사'를 찾기 위해 쿠로의 여행에 동참한다. 너무 어리기 때문인지 '죽음'이라는 개념을 이해하지 못한다.
스스로를 '박사'의 '실험체'로 자칭. '박사'에 의해 부여된 듯한 몇 개의 특수 능력이 있다.
자신의 몸을 주변 색깔에 의해 물들일 수 있는 능력이 있고 또한 그 색을 다른 대상에게 옮길 수도 있다. 그 힘을 이용해서 쿠로의 검은 색을 녹색으로 바꾸려고 했지만 반대로 자신이 검게 되어버려 그것을 씻어낸 후에도 귀와 꼬리에 검은 색에 물든 흔적이 남아있게 되었다. 또 귀와 꼬리 대신에 오른쪽 날개를 사용할 수도 있다(이 날개도 검은 색인데 쿠로 탓일지는 불명). 30과 협력해서 단거리의 비행이 가능하다. 다른 한쪽의 날개가 없는 것에 대해 쿠로는 '박사'가 두 명이 날아가버리는 것을 두려워했기 때문이 아닌가 추측한다.
울보지만 무슨 일이 생기면 언니(누나)인 체한다.
30
29와 마찬가지로 어떤 집의 지하에서 만난 쌍둥이의 여동생. 역시 '30번째'라는 뜻. 원작 이름은 'サンジュ 산쥬[*]'. 역시 30이라는 뜻.
이쪽도 고양이 귀와 꼬리, 또 29와 같은 특수 능력을 가졌고 마찬가지로 왼쪽 날개를 가지고 있다. 긴 머리카락 또한 특징.
29와 함께 쿠로의 여행에 동참하고 29보다 자아의 발달이 빠른 듯, 반항적인 태도를 취하는 경우도 있다.

### 그 외의 캐릭터
이다
여관의 아가씨. 쿠로를 흡혈귀로 착각한다.
외곽 언덕의 마녀
어느 마을 외곽 언덕에 살고 있는 여성. 마을의 종교와는 다른 원시 종교로 자연을 숭배하는 집안으로 인해 어느 새 마을 사람들로부터 '마녀'라고 불려 두려움의 대상이었다.
실제로는 대범하고 의젓한 등의 보통 누나로 지나가다 들른 여행을 묵게 하고 요리를 하는 등 남을 돌보기를 좋아하는 인물. 또 자연 종교에 유래한 약초학이나 민간 요법에 조예가 깊다.
사물의 본질을 간파하는 힘이 있는 것 같아서 쿠로를 보고 '누군가 다른 사람이 억지로 물감을 마구 섞은 것 같다'라고 말한다.
쿠로가 쫓는 '마녀'와는 다른 사람이다.
박사
원작에서는 'はかせ 하까세[*]'라고 불린다. 쌍둥이를 지하에 숨겼고 보호자 역할도 했던 듯.
쿠로가 저택 안에 들어왔을 때는 이미 누군가(작중에서는 아마도 실험체 생물의 짓일거라고 추측)에 의해서 살해, 이미 백골 시체가 되었었다.
케이
길 가에서 군용 오토바이와 함께 쓰러져 있던 청년.
아코디언 연주를 잘 하고 쌍둥이에게 춤추기, 쿠로에게 노래부르기 등을 시키는 등 여러 가지 방법으로 돈을 벌려고 하는 등 약삭빠른 인물.
원래 이름은 없고 '케이'라는 이름은 이름 대신 주변의 문자를 대충 짚었더니 그렇게 불리게 되었다고. 문맹.
비행사
비행기로 운송업을 하던 비행사 여성. 조부도 비행사를 하고 있다. 이전에 비행 훈련 시절에 우연히 쿠로 일행을 만나 아는 사이가 된다.
언덕의 마녀의 집 근처 숲에 추락한 것을 계기로 케이와도 알게 된다.
허풍쟁이 남작
어떤 거리의 저택에 혼자서 사는 편벽한 노인. 허풍을 밥먹듯이 하는 사람으로 알려져 있지만 그 나름대로 마을의 사람에게는 존경받고 있다.
일찍이 쌍둥이 딸을 잃었다고 하면서 쌍둥이 자매에게 강한 집착을 갖고 쿠로와 함께 온 29와 30을 양자로 하고 싶다고까지 했다. 다만, 쌍둥이 딸이 있었다고 하는 이야기도 결국은 허풍이었다.

## 단행본
- 호분샤 《망가타임KR코믹스》(まんがタイムKRコミックス)

1. 제1권（2006년 4월 11일 초판 발행）ISBN 4-8322-7568-2
2. 제2권（2007년 6월 27일 초판 발행）ISBN 978-4-8322-7634-5

제3권이 2009년 3월 26일 발매 예정이었지만 제반의 사정에 의해 발매 연기되었다.
- 대원씨아이 NT Comics

1. 제1권 (2008년 12월 24일 초판 발행) ISBN 978-89-252-3617-9
2. 제2권 (2009년 11월 30일 초판 발행) ISBN 978-89-252-5146-2

## 드라마 CD
2007년 7월 25일 발매. 드라마 CD 오리지널 스토리.
- 쿠로：타카야마 미나미
- 센：츠쿠이 쿄우세이
- 29：토쿠나가 아이
- 30：노나카 아이
- 지오트：오오바야시 류우스케
- 니콜：시게마츠 토모
- 마울：코바야시 아키코
- 이레네：히사카야 아야
- 구스타프：히라카와 다이스케
- 선원 1：마에다 토시후미
- 손님 1：코부시 노부유키
- 주인：소노베 요시노리
- 나레이션：타나카 히데유키

## 타 작품에 게스트 출현
작가의 다른 작품 《GA 예술과 아트디자인 클래스》 의 TV 애니메이션 1화부터 4화까지의 엔딩에 29와 30의 실루엣이 등장(저글링을 하는 '교수'의 배후에 출현)했다. 다만 2화는 본편이 약간 길어져 엔딩이 짧아졌기 때문에 엔딩 초반에 등장하는 29는 등장하지 않는다. 또, 2화 본편에는 쿠로와 센이 등장, 아야노이 학원(彩井学園) 교정을 횡단하는 장면이 있다.